# Cúc mâm xôi
Cúc mâm xôi hay còn gọi đại cúc, cúc đại đóa, hoàng hoa, thu cúc , giao cúc, thọ khách (danh pháp hai phần: Chrysanthemum morifolium) là một loài thực vật lâu năm và thực vật có hoa trong họ Cúc (Asteraceae). Loài này đã được Ramat. mô tả khoa học đầu tiên năm 1792.
Đây là một loài nuôi trồng và lai giống, được trồng ở Trung Quốc từ hơn 3000 năm. Cây được lai giống từ nhiều nhánh cúc tại Đông Á, với thành phần chính được cho là cúc vàng (Chrysanthemum indicum), tỷ trọng của các loài khác trên các giống lai không rõ ràng trong nhiều trường hợp. Ở Trung Quốc, có bằng chứng là giống hoa này đã có từ năm 500 trước công nguyên. Năm 1630 đã có hơn 500 giống được đề cập. Tại châu Âu, đặc biệt là ở Hà Lan, loài hoa này đã được biết đến từ giữa thế kỷ thứ 17, và trong thế kỷ 19 được phân bổ và nhân rộng.
Loài này hiện được trồng nhiều nơi ở đồng bằng sông Cửu Long, trong đó thành phố Sa Đéc (Việt Nam) nổi tiếng với nghề trồng hoa. Cúc mâm xôi tương đối dễ trồng, không đòi hỏi khắt khe về đất đai, ánh sáng và ẩm độ. Nó có thể trồng hầu hết các vụ trong năm, nhưng nhiều nhà vườn ở đồng bằng sông Cửu Long thường trồng và làm cho nó ra hoa đúng vào dịp Tết để tăng lợi nhuận... nhưng cũng có năm mất mùa, ra hoa trễ làm nhà vườn mất vốn.
Loài hoa này được ghi nhận cho sự nổi tiếng của nó như là một cây trồng trong nhà một phần vì những phẩm chất lọc không khí của nó theo một nghiên cứu được thực hiện bởi NASA, có khả năng loại bỏ trichloroethylene, benzene, formaldehyde, ammoniac, và các hóa chất khác trong không khí.
Nói chung, loài hoa này được thụ phấn tốt nhất mỗi tháng một lần và tưới 2-3 lần một tuần tùy thuộc vào khí hậu. Loài hoa này có thể bị tấn công bởi rệp Aphidoidea, Aleyrodidae, côn trùng bộ Cánh da và Bộ Cánh viền, giun tròn và vài loài côn trùng khác.

## Hình ảnh

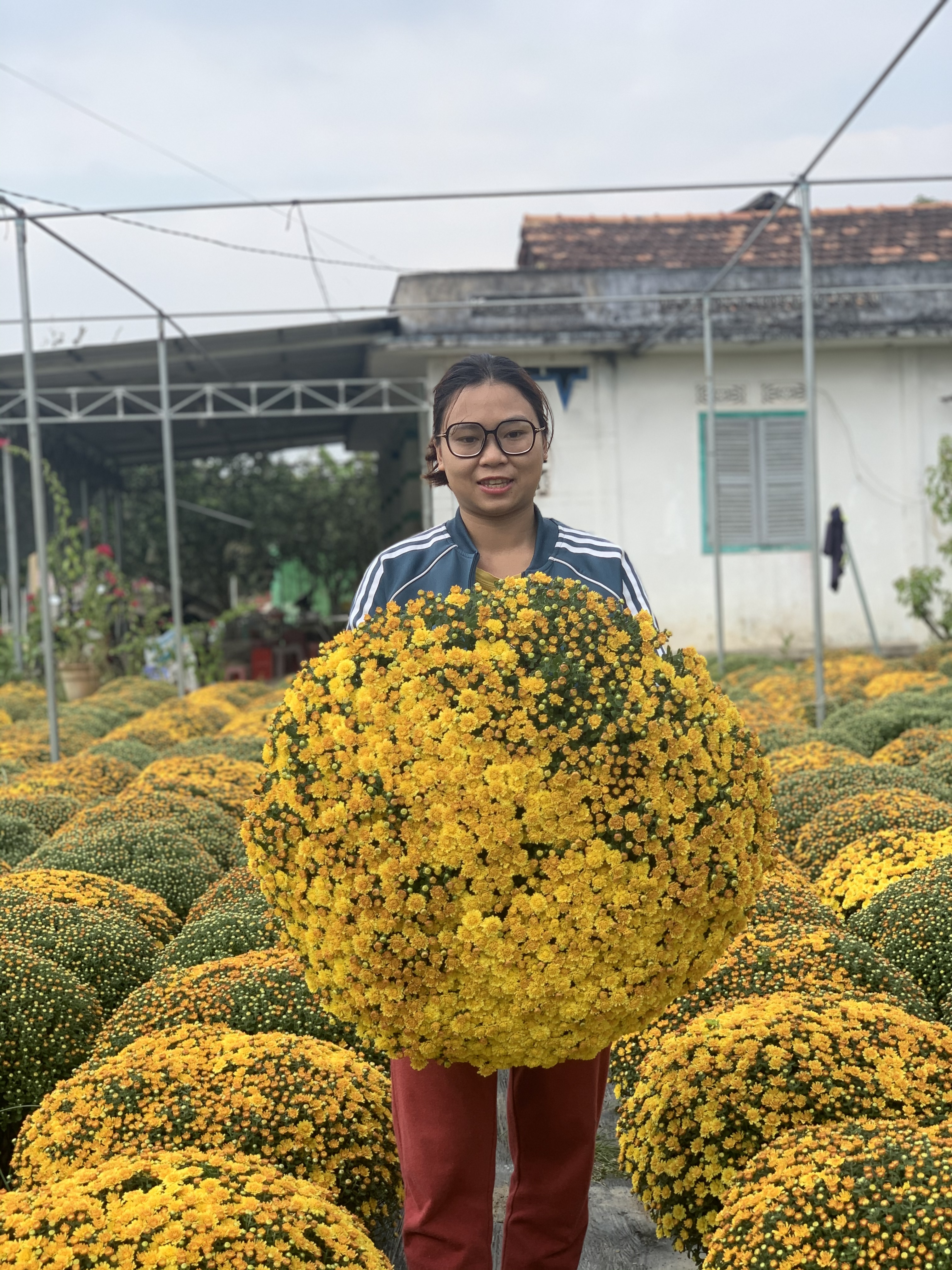
Cúc mâm xôi tại Bến Tre
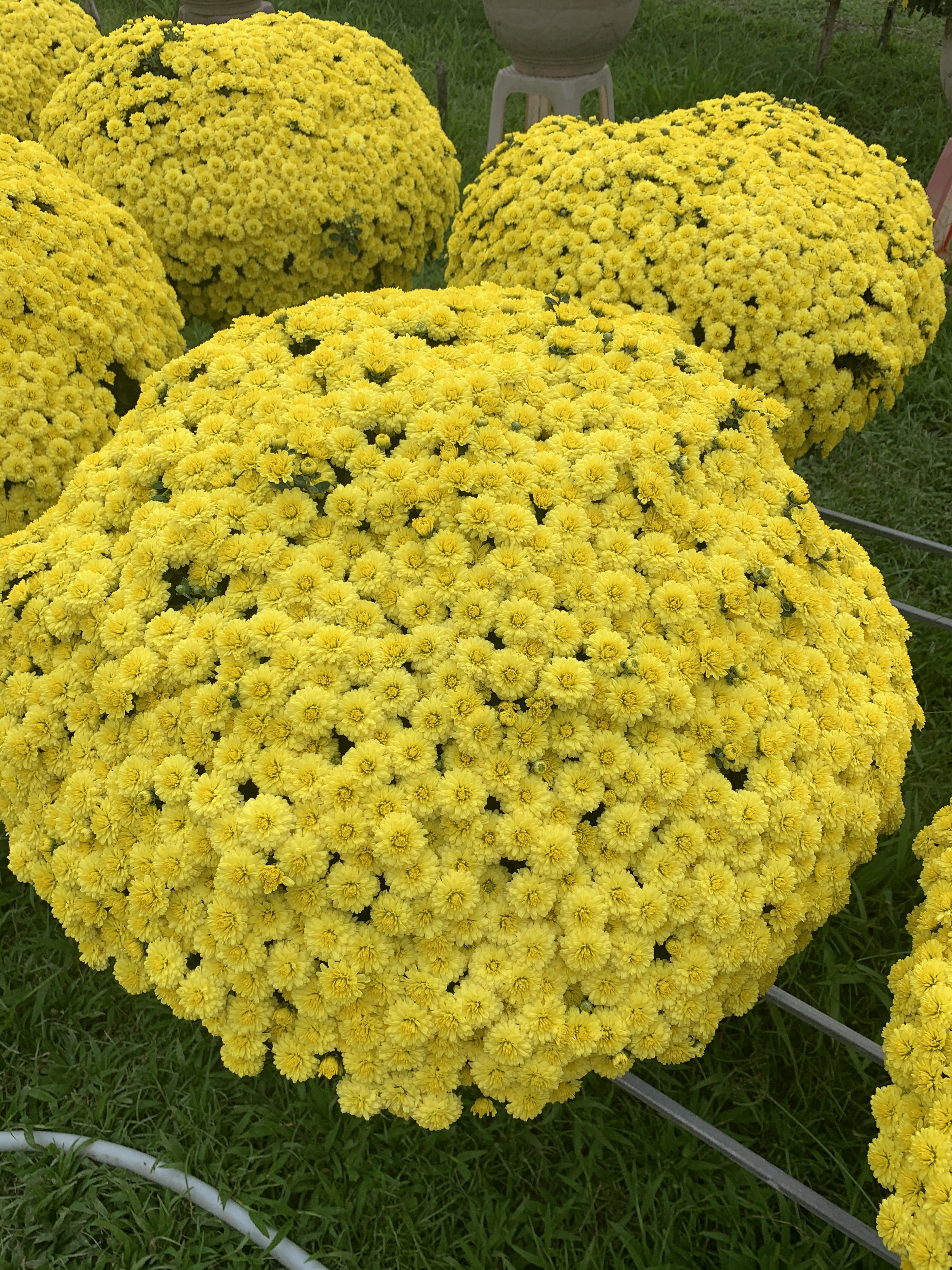
Cúc mâm xôi tại Bến Tre